# 賽夸奇鏢鱸
賽夸奇鏢鱸為輻鰭魚綱鱸形目鱸亞目河鱸科鏢鱸屬的其中一種，該物種分布於美國田納西州的淡水流域，棲息在中底層水域。